# お盆
お盆（おぼん）は、日本で夏季に行われる祖先の霊を祀る一連の行事。日本古来の祖霊信仰と仏教が融合した行事である。8月13日 - 8月16日。
かつては太陰暦の7月15日を中心とした期間に行われた。
明治期の太陽暦（新暦）の採用後、新暦7月15日に合わせると農繁期と重なって支障が出る地域が多かったため、新暦8月15日をお盆（月遅れ盆）とする地域が多くなった。

## 由来
仏教用語の「盂蘭盆会」の省略形として「盆」（一般に「お盆」）と呼ばれる。盆とは文字どおり、本来は霊に対する供物を置く容器を意味するため、供物を供え祀られる精霊の呼称となり、盂蘭盆と混同されて習合したともいう説もある。現在でも精霊を「ボンサマ」と呼ぶ地域がある。
中華文化では道教を中心として旧暦の七月を「鬼月」とする風習がある。旧暦の七月朔日に地獄の蓋が開き、七月十五日の中元節には地獄の蓋が閉じるという考え方は道教の影響を受けていると考えられる。台湾や香港、華南を中心に現在でも中元節は先祖崇拝の行事として盛大に祝われている。
盆の明確な起源は分かっていない。1年に2度、初春と初秋の満月の日に祖先の霊が子孫のもとを訪れて交流する行事があった（1年が前半年と後半年の2年になっていた名残との説がある）が、初春のものが祖霊の年神として神格を強調されて正月の祭となり、初秋のものが盂蘭盆と習合して、仏教の行事として行なわれるようになったと言われている。日本では8世紀頃には、夏に祖先供養を行う風習が確立されたと考えられている。
1600年代(慶長年間)に、イエズス会が編纂した『日葡辞書』には、「bon（盆）」と「vrabon（盂蘭盆）」という項目がある。それらによると、盆は、仏教徒（宣教師の立場から見れば「異教徒」）が、陰暦7月の14日・15日頃に、死者の為に行う祭りであると、説明されている。
地方や、仏教の宗派により行事の形態は異なる。
また、お盆時期の地蔵菩薩の法会は「地蔵盆」と呼ばれ、天道すなわち大日如来のお盆は「大日盆」と言われる。
お盆は成句（イディオム）として、年末年始と組み合わされて使われることも多い。「盆暮れ（ぼんくれ）」などと時季を指す言葉としてや、「盆と正月が一緒に来たよう」という"とても忙しいこと"または"喜ばしいことが重なること"のたとえ（慣用句）が代表的である。

## 時期
伝統的には旧暦7月15日にあたる中元節の日に祝われていた。しかし、日本では明治6年（1873年）1月1日からグレゴリオ暦（新暦/太陽暦）を採用。太政官の改暦の布告で新暦7月15日に盆を行うことを原則としたが、従来、日本の多くの年中行事は旧暦を基にしていたため、年中行事によっては新暦の採用によって季節が合わなくなるものが生じた。特に新暦の7月15日が農繁期にあたる地域では著しく支障があったため地方によってお盆の時期に違いがみられるようになり、新暦8月15日をお盆（月遅れ盆）としている地域が多い。
全国的には以下のいずれかにお盆を行うことが多い。
旧暦7月15日（旧盆）
沖縄・奄美地方など。旧暦によるとお盆の日程は毎年変わり、時には9月にずれ込む。
新暦7月15日（もしくは前後の土日）
東京では7月15日をお盆としている。これは明治政府が新暦を半ば強行的に採用したのが浸透の理由であるが、他地方にその風習は広まらなかった。一方、東北・北陸地方の一部の都市など農繁期と重ならない地域でも新暦7月15日となっている。そのため、新暦のお盆を東京盆と呼ぶこともある。
根室市の一部、函館、東北地方の一部、東京下町・横浜中心部・静岡旧市街地、栃木市旧市街地、山形県鶴岡市街地区(鶴岡市鶴岡駅前、白山、赤川堤防西岸、文下田南、外道地区以北)、石川県の一部（金沢市旧市街地、白山市旧美川町地区、かほく市旧高松町高松地区）、佐賀県有田町　など
新暦8月15日（月遅れ盆）
ほぼ全国的に多くの地域であり、盆休みのお盆と重なる。このほかの日取り（新暦8月1日など）の地域もある。8月1日実施の地域として、東京都多摩地区の一部（西東京市の旧田無市域・小金井市・国分寺市・府中市・調布市の旧神代町域・小平市 など）や、岐阜県中津川市の旧付知町および旧加子母村、加茂郡の東白川村などの 日取りが知られる。これはかつて養蚕が盛んだった地域で、8月1日前後が養蚕の農閑期にあたっていた名残である。
なお、旧暦での盆を旧盆と言うが、一部の地方 を除いて通常、新暦での盆は新盆とは言わない。新盆（しんぼん、にいぼん、あらぼん）は別の意味となる。

## 名称

### ぼに
名称に「ぼに」がある。『蜻蛉日記』上巻応和二年に「十五、六日になりぬれば、ぼになどするほどになりにけり」とあり、徳島県指定無形民俗文化財「津田の盆踊り」 は、津田の盆（ぼに）踊りとされ や阿波弁、岡山弁、備後弁 など各方言にある。また、『うつほ物語』11巻初秋（内侍督）に「御ぼにどもは例の数候ふや」とあるようにお盆の供養・布施物のこともさす。

## 全国的風習
盆の概念は日本全国に広まっているため、その行事の内容や風習は地方それぞれに様々な様式がある。必ずしも定まったものでないが、全国に比較的広まっている風習として以下の様なものがある。別節で説明する#お盆休みの帰省は、故郷を離れて暮らすことが一般化した昭和の後半から全国的に見られるようになったが、悼むべき故人に大戦で亡くなった親類縁者を共に加えて行うことも少なくない。海外では新年などに行われることが一般的な花火大会ももともとは川施餓鬼の法会を起源として供養に繋がる（隅田川花火大会を参照）ことから地方ではこの帰省の時期に併せてよく開催されている。

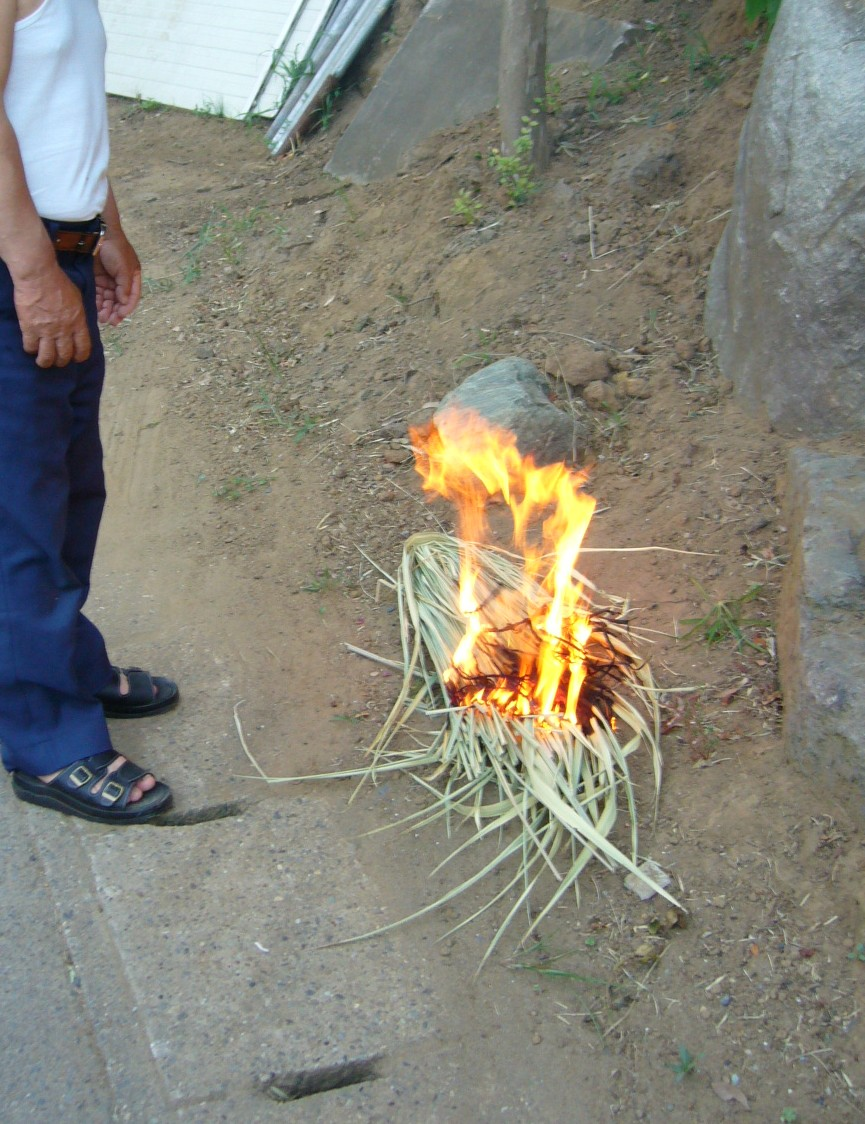
乾かしたまこもでの迎え火（香取市）
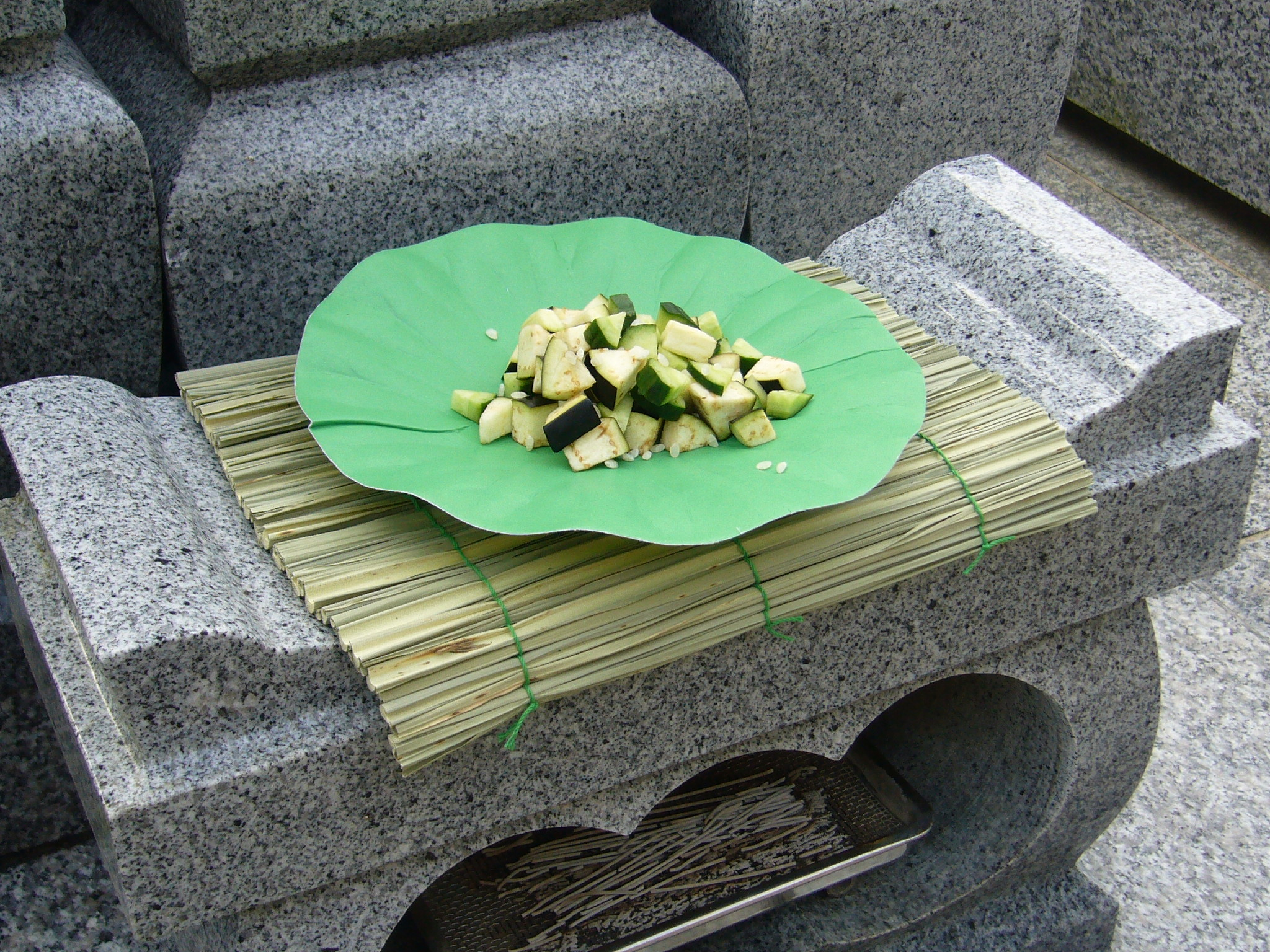
お盆のお供え（ナス、きゅうり、米を混ぜたもの）（香取市）

### 釜蓋朔日
1日を釜蓋朔日（かまぶたついたち）と言い、地獄の釜の蓋が開く日であり、一般的に1日からお盆である。この日を境に墓参などして、先祖を迎え始める。地域によっては山や川から里へ通じる道の草刈りをする。これは故人の霊が山や川に居るという信仰に則り、その彼岸から家に帰る故人が通りやすいように行う。また、地域によっては言い伝えで「地獄の釜の開く時期は、池や川、海などへ無暗に近づいたり、入ったりしてはならない」というものもある。

### 七夕、棚幡

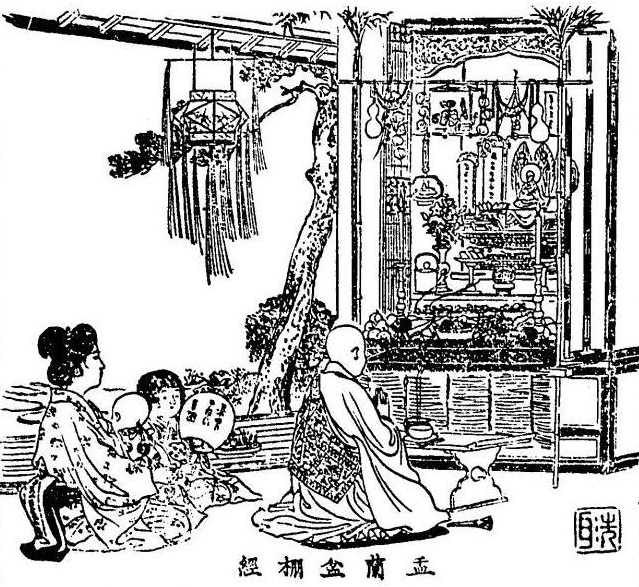
盂蘭盆の棚経（東京風俗志・明治34年]）

7日は七夕であり、そもそも七夕は「棚幡」（たなばた）とも書き、故人を迎える精霊棚とその棚に安置する幡（ばん）を拵える日であった。その行為を7日の夕方から勤めたために棚幡がいつしか七夕に転じたともいう。7日の夕刻から精霊棚や笹、幡などを安置する。
なお、お盆期間中、僧侶に読経してもらい報恩することを棚経（たなぎょう）参りと言う。これは精霊棚で読む経文が転じて棚経というようになった。

### 迎え火
13日夕刻の野火を迎え火（むかえび）と呼ぶ。以後、精霊棚の故人へ色々な供え物をする。
地方によっては、「留守参り」をするところもある。故人がいない墓に行って掃除などをすることをいう。御招霊など大がかりな迎え火も行われる。

### 送り火

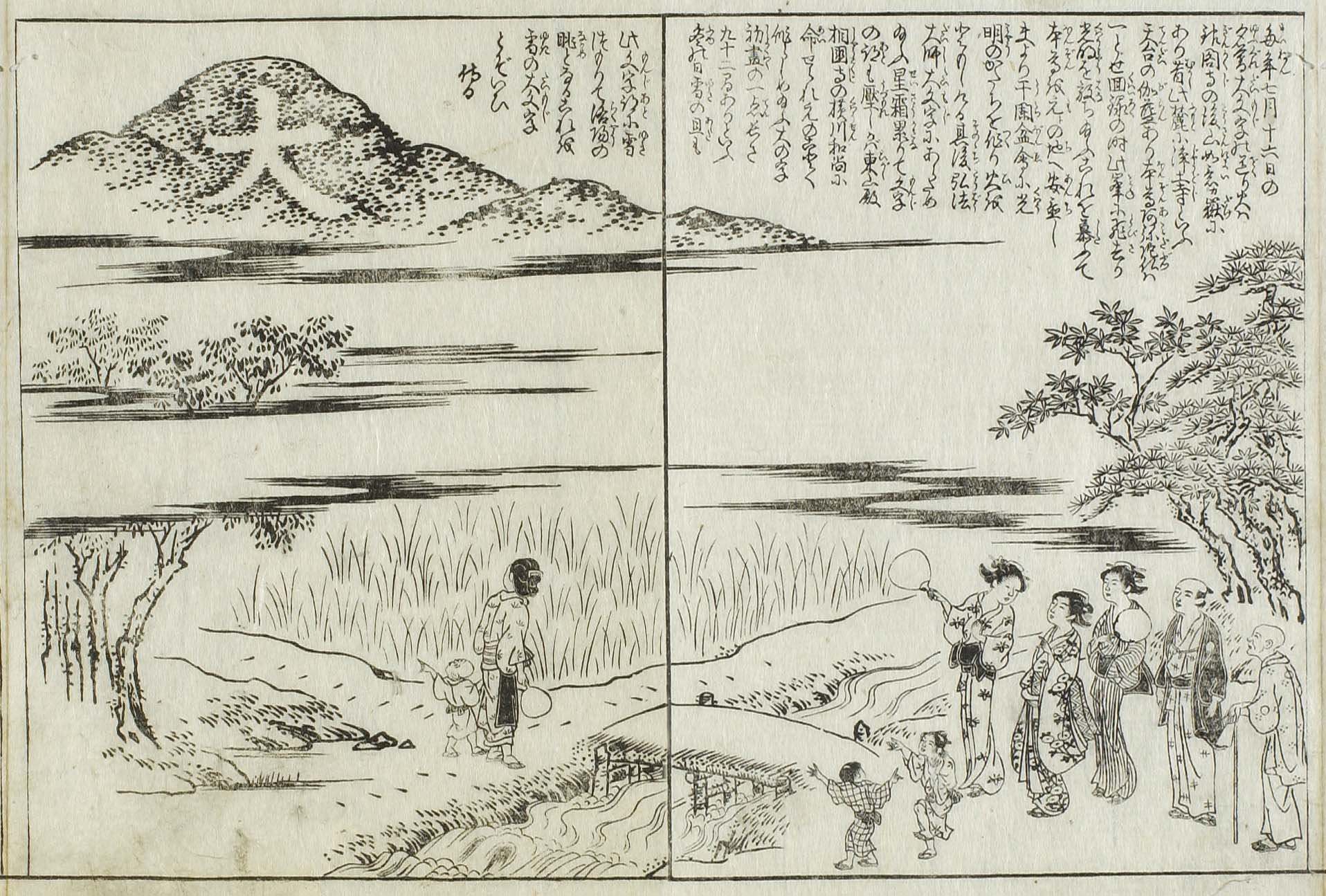
江戸時代の五山送り火の様子

16日の野火を送り火（おくりび）と呼ぶ。京都の五山送り火が有名である。15日に送り火を行うところも多い（奈良高円山大文字など）。
また、川へ送る風習もあり灯籠流しが行われる。山や川に故人がいるとされるためである。

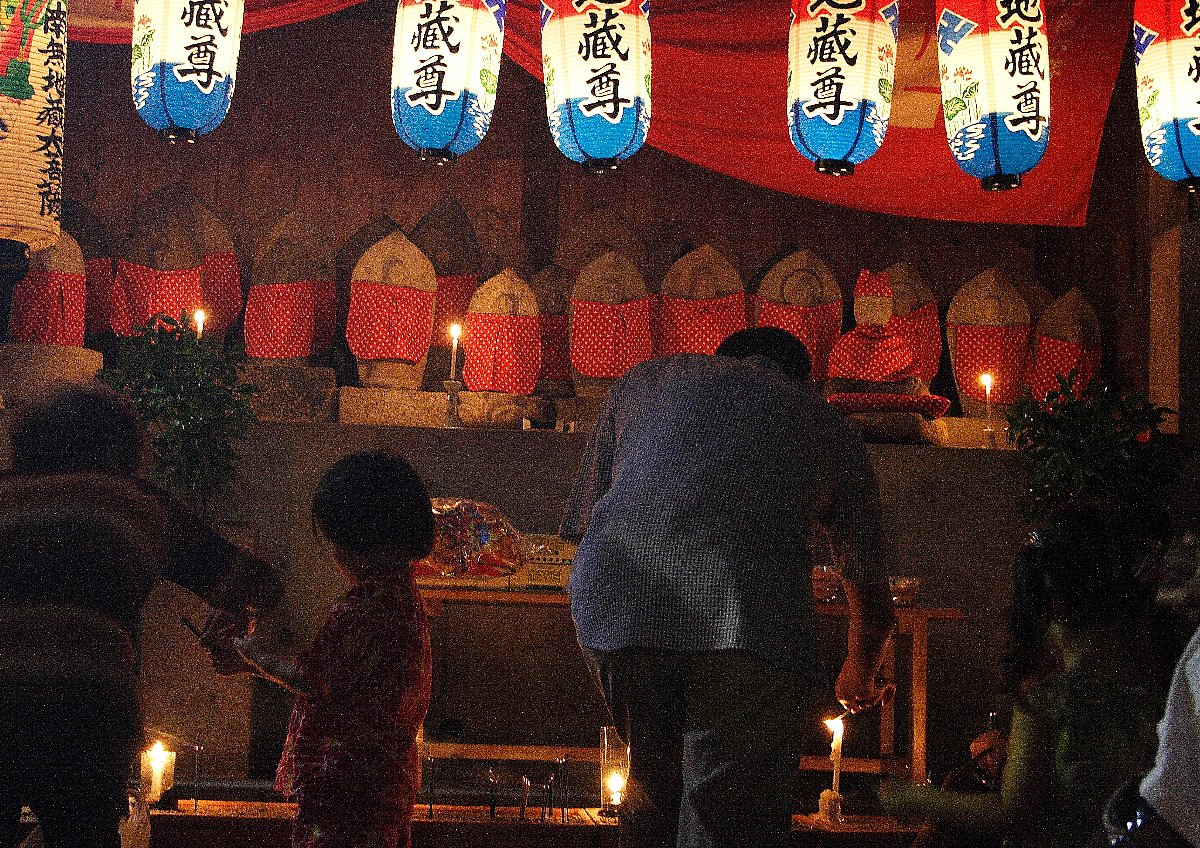
山下地蔵の地蔵盆（多治見市）

故人を送る期間は16日から24日までであり、お迎え同様に墓参などをして勤める。
仏教では広くとった場合、お盆は1日から24日を指す。これは、地獄の王とされる閻魔王の対あるいは化身とされるのが地蔵菩薩であり、24日の地蔵菩薩の縁日までをがお盆としている。「地蔵盆」も参照。
ちなみに、天道すなわち大日如来の「大日盆」は、その縁日に則って28日である。

### 盆踊り
15日の盆の翌日、16日の晩に、寺社の境内などに老若男女が集まって踊るのを盆踊りという。これは地獄での受苦を免れた亡者たちが、喜んで踊る状態を模したといわれる。夏祭りのクライマックスである。旧暦7月15日は十五夜、翌16日は十六夜（いざよい）すなわち、どちらかの日に月は望（望月＝満月）になる。したがって、晴れていれば16日の晩は月明かりで明るく、夜通し踊ることができた。
近年では、場所は「寺社の境内」とは限らなくなっており、また宗教性を帯びない行事として執り行われることも多い。典型的なのは、駅前広場などの多数が集まれる広場に櫓（やぐら）を組み、露店などを招いて、地域の親睦などを主たる目的として行われるものである。盆の時期に帰郷する者も多くいることから、それぞれの場所の出身者が久しぶりに顔をあわせる機会としても機能している。
なお、新しく行われるようになった盆踊りは、他の盆踊りとの競合を避けるために、時期を多少ずらして行われることも多い。また、宗教性を避けて「盆踊り」とは呼ばないこともある。
また、同様のものとして彼岸の時期に行なわれるものを「彼岸踊り」と呼称する地域（関東 - 近畿一の一部）も存在する。

### 初盆・新盆

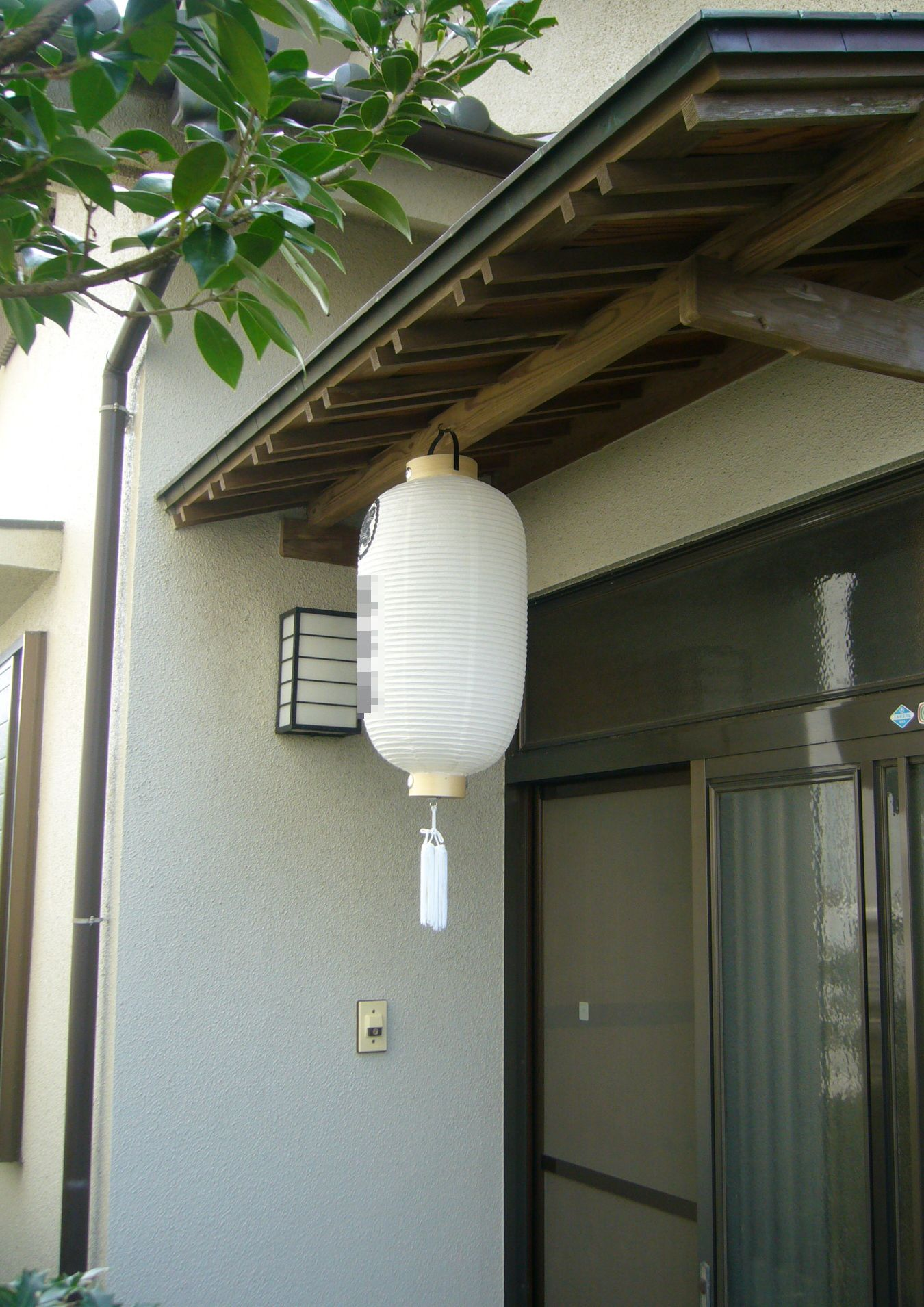
新盆の家の入口に飾られた提灯（本来は白無地）（香取市）

また、49日法要が終わってから次に迎える最初のお盆を特に初盆（はつぼん、ういぼん）または新盆（しんぼん、にいぼん、あらぼん）と呼び、特に厚く供養する風習がある。これも地方によって異なるが、初盆の家の人は門口や仏壇、お墓に白一色の盆提灯を立てたり、初盆の家の人にそういった提灯を贈ったりして特別の儀礼を行ない、また初盆以外の時には、模様のある盆提灯やお墓には白と赤の色が入った提灯を立てたりする。

## 地方の習俗

### 各地の風習

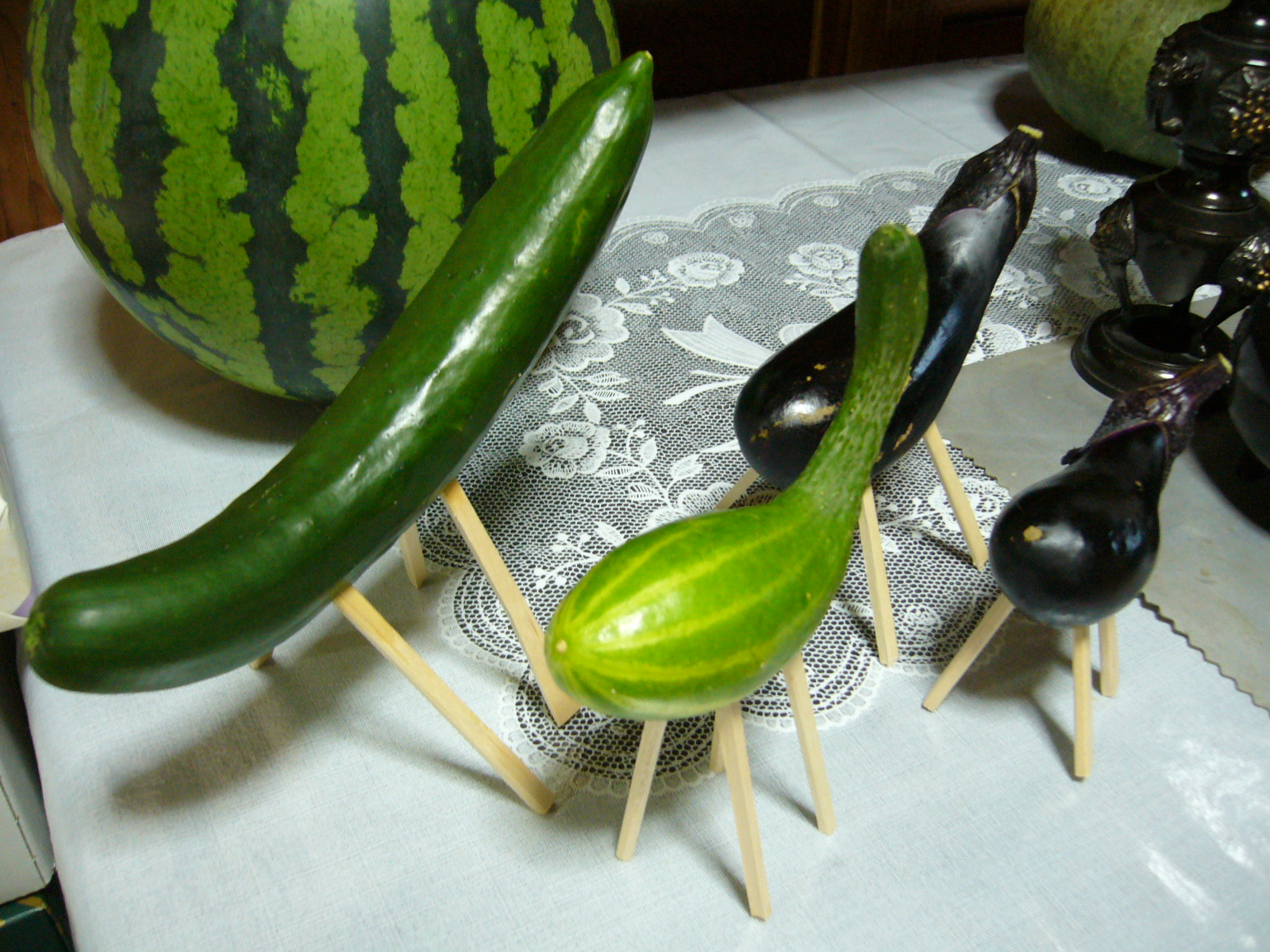
精霊馬（しょうりょううま）（牛馬（うしうま）。ナスとキュウリに麻幹（おがら）や割り箸などで脚を付けてウシとウマに見立てる

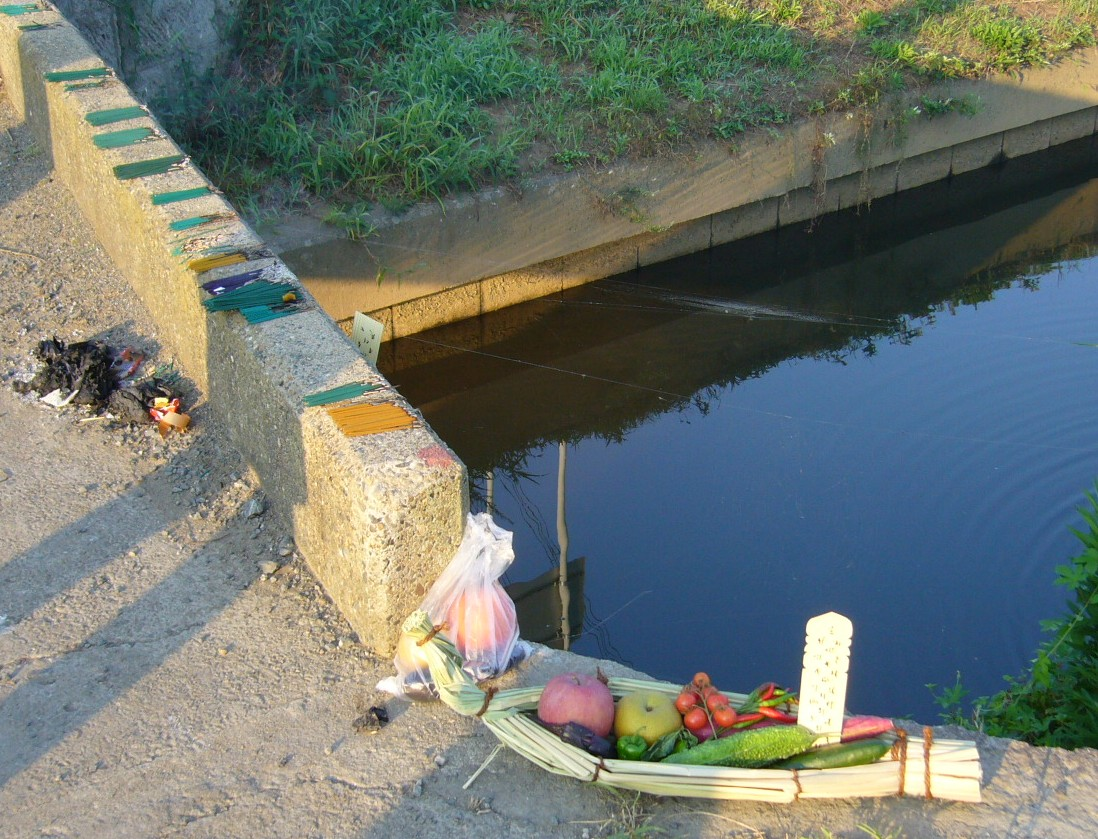
精霊船（しょうりょうぶね）（盆船（ぼんぶね））（千葉県）（まこもで作った船にお盆中に供えた供物を載せ川に流す

地方や宗派によっては、お盆の期間中には、故人の霊魂がこの世とあの世を行き来するための乗り物として、「精霊馬」（しょうりょううま）と呼ばれるきゅうりやナスで作る動物を用意することがあり、東京を初め、東日本では幅広く浸透している。4本の麻幹あるいはマッチ棒、折った割り箸などを足に見立てて差し込み、馬、牛として仏壇まわりや精霊棚に供物とともに配する。きゅうりは足の速い馬に見立てられ、あの世から早く家に戻ってくるように、また、ナスは歩みの遅い牛に見立てられ、この世からあの世に帰るのが少しでも遅くなるように、また、供物を牛に乗せてあの世へ持ち帰ってもらうとの願いがそれぞれ込められている。
地方によっては「施餓鬼」（きこん または せがき）と呼ばれ、餓鬼道に陥った亡者を救ったり、餓鬼棚と呼ばれる棚を作って行き倒れの霊を慰めたりする風習もこの頃に行われる。また、盆提灯と呼ばれる特別な提灯を仏壇の前に飾ったり、木組に和紙を貼り付けた灯篭を流す灯篭流しや、提灯を小船に乗せたようなものを川などに流す精霊流しを行う場合がある。特に長崎市の精霊船を曳き、市内を練り歩くのが有名である。特殊な例として岩手県盛岡市では供物を乗せた数メートル程度の小舟に火をつけて流す「舟っこ流し」が行われる。
基本的な主な供物は、きゅうりやナス、カボチャ、トウモロコシ、里芋、マクワウリ、スイカ、ナシなどの夏の野菜や果物があり、元々自宅でその時期に収穫された物を供えていた。江戸時代に砂糖が使用されるようになってからは、穀類の粉に砂糖や水あめを練った落雁が果物よりも日持ちをして供えられることが増え、他にも団子やおはぎや饅頭やゼリーなどの菓子も一緒に供えることが定番化している。仏花を飾り、禁葷食の動物性の食材（三厭）と辛味や香りの刺激が強い食材（五葷）を使わない精進料理を、一汁三菜形式にするのが一般的で、通常は8月13日から15日の朝昼の2食供えるが、3食供える地域もある。供物も地方によって違いがあり、甲信越地方や東海地方では仏前に安倍川餅、北信地方（長野県北部）ではおやきを供える風習がある。長野県や新潟県の一部地域では、送り火、迎え火の時に独特の歌を口ずさむ習慣がある。
青森県などの一部地域では法界折（ほかいおり）と呼ばれる精進料理の折詰を墓前に供える風習がある。墓所を清めるために「あられ」と呼ばれる米とさいの目に刻んだ大根を混ぜたものを墓所に撒く風習もある。

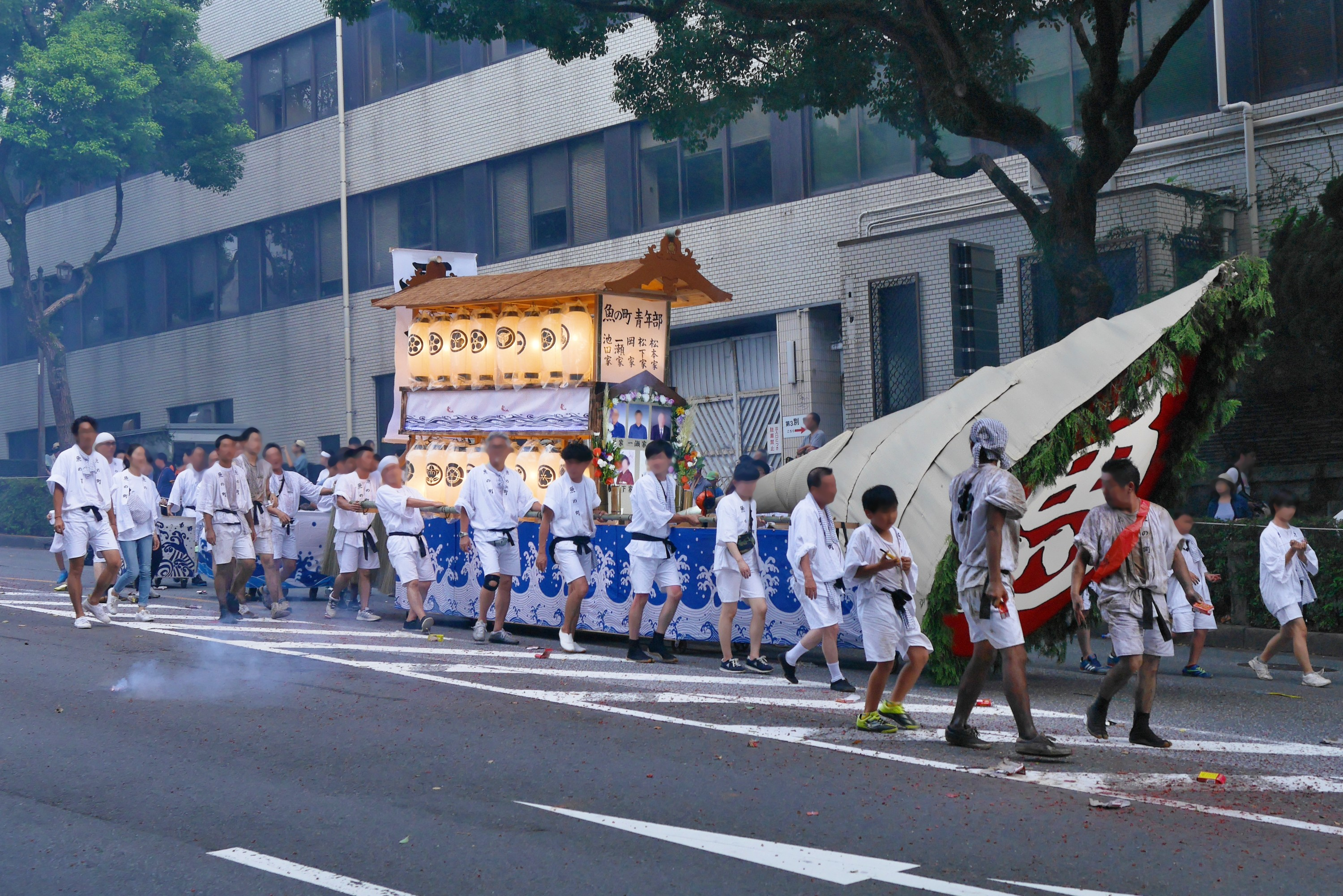
市内を練り歩くもやい船（精霊船）（長崎市）

長崎県では、盆の墓参りや精霊流しの際に手持ち花火や爆竹を撃つ風習がある。今では廃れた中国・福建の風習である「清道」（元は盆と正月に行われていたが、現在では正月すなわち春節のみ）が元になっていると言われる。特に長崎市ではその風習により、シーズンになると花火問屋等花火を扱う商店ではその需要の多さから沢山の花火を求める客で賑わう。
山形県遊佐町付近ではお盆になると精霊馬の代わりにおもちゃの乗り物を玄関先に吊るすことが多い。乗り物の種類は多彩で、先祖の生前の職業等に関連した乗り物を飾ることがある（例えば、農業関連ならトラクターを玄関先に吊るしたりする）。また先祖が生涯免許を取得してなかった場合は、代わりにタクシーやバス、飛行機などでこの世とあの世を行き来できるように車代として、金銭を玄関先に吊るすこともある。
沖縄県では、旧暦でお盆が行われる。13日をウンケー（お迎え。宮古ではンカイ、八重山ではシキルヒー、ンカイピー）、14日をナカビもしくはナカヌヒ、15日（一部地域では16日）をウークイ（お送り。宮古ではウフーユー、八重山ではウクルピー）と称し、この間先祖の霊を歓待する。また独特の風習や行事が伝えられる。代表的なものに、沖縄本島のエイサーや八重山列島のアンガマがある。また、ウークイでは先祖の霊があの世にて金銭面で苦労しないようにするためにウチカビ（打紙）と呼ばれる冥銭を燃やす風習もある。八重山では旧盆のことをソーロンと呼ぶ。

### お盆の行事

#### 北海道
- 北海盆踊り（北海道各地域） - 一部（子供の部：『子供盆おどり唄』） / 二部（大人の部：『北海盆唄』）
北海盆唄では仮装をして盆踊りをする風習がある。
  - 三笠北海盆踊り（三笠市） - 『北海盆唄』発祥地
- 風連ふるさとまつり（名寄市風連地区）
- 新根室音頭（飯田三郎作曲）千人踊り（根室市） - ねむろ港まつり初日に開催
- 咸臨丸祭り（木古内町）

#### 東北
- 青森県
  - 黒石よされ（黒石市）
  - 相内坊様踊り（五所川原市）
  - 田名部まつり(むつ市)
- 岩手県
  - 舟っこ流し（盛岡市、遠野市）
  - みちのく盂蘭盆まつり(奥州市)
  - 大迫あんどんまつり(花巻市)
- 秋田県
  - 三大盆踊り
    - 毛馬内の盆踊（鹿角市） - 8月21日 - 23日、国重要無形民俗文化財
    - 一日市の盆踊（八郎潟町） - 8月18日 - 20日、県無形民俗文化財
    - 西馬音内の盆踊（羽後町） - 8月16日 - 18日、国重要無形民俗文化財

  - 送り盆まつり（横手市）
  - えびすだわら（湯沢市）
- 山形県
  - 大石田まつり（大石田町）
  - 真室川まつり（真室川町）
- 福島県
  - 盆踊り（三春町） - 盆踊り櫓の造形が独特
- 新潟県
  - 沼垂まつり（新潟市中央区沼垂地区）

#### 関東
- 茨城県
  - 東関東の盆綱（茨城県、千葉県の広範囲）国指定記録作成等の措置を講ずべき無形・民俗文化財 風俗慣習関係[29][30]
  - 盆船祭り（北茨城市）
- 栃木県
  - 百八灯流し（栃木市）
- 群馬県
  - 川施餓鬼（邑楽郡千代田町）
- 埼玉県
  - 長瀞船玉まつり（長瀞町）
- 東京都
  - 佃の盆踊り（中央区）
  - 深川祭（江東区）
- 千葉県
  - 木更津港まつり（木更津市）
- 神奈川県
  - 總持寺「み霊祭り」と盆踊り（横浜市鶴見区）
  - みなとみらい大盆踊り（横浜市みなとみらい21周辺）

#### 中部
- 富山県

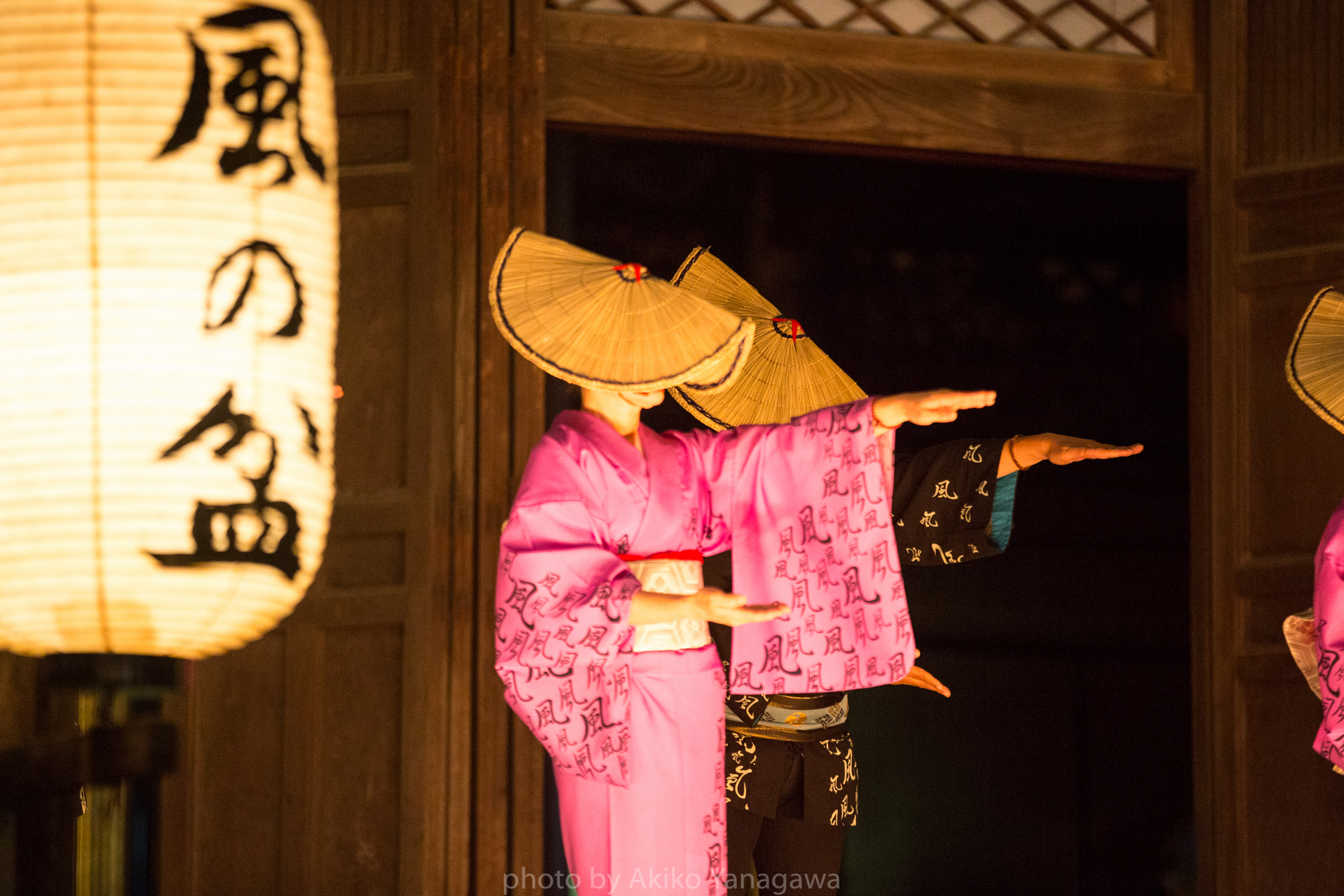
おわら風の盆（富山市）

  - おわら風の盆（富山市八尾地域） - 9月1日 - 3日、かつては8月中旬に行われていたとされる[31]
- 石川県
  - 御招霊（能美市、加賀市山中温泉栢野）
- 福井県
  - 御招霊（勝山市猪野口）
- 長野県
  - かんば焼き - 乾燥した白樺の皮（かんば）を門口で焼き、迎え火・送り火とし、仏の魂が迷わないようにする
  - 新野の盆踊り（下伊那郡阿南町新野） - 8月14日 - 17日、国重要無形民俗文化財
- 愛知県
  - 乗本万灯（新城市乗本） - 8月15日、万灯と呼ばれる小麦稈に火をつけ頭上で振り回す。県無形民俗文化財
  - 振り万灯（豊田市石野地区） - 8月15日、子どもの無病息災を願い万灯を振るお盆の行事
- 岐阜県
  - 郡上おどり、白鳥おどり（郡上市）
- 静岡県
  - 遠州大念仏（浜松市）
  - 焼津神社荒祭（焼津市)

#### 近畿
- 京都府
  - 五山の送り火（京都市）
  - 京都嵐山灯篭流し（京都市）
  - 丹波大文字（送り火）（福知山市）
  - 福知山ドッコイセ祭り（福知山市）
  - 宮津灯篭流し花火大会（宮津市）
- 奈良県
  - 奈良高円山大文字送り火（奈良市）
- 三重県
  - 大念仏（志摩市）

#### 中国

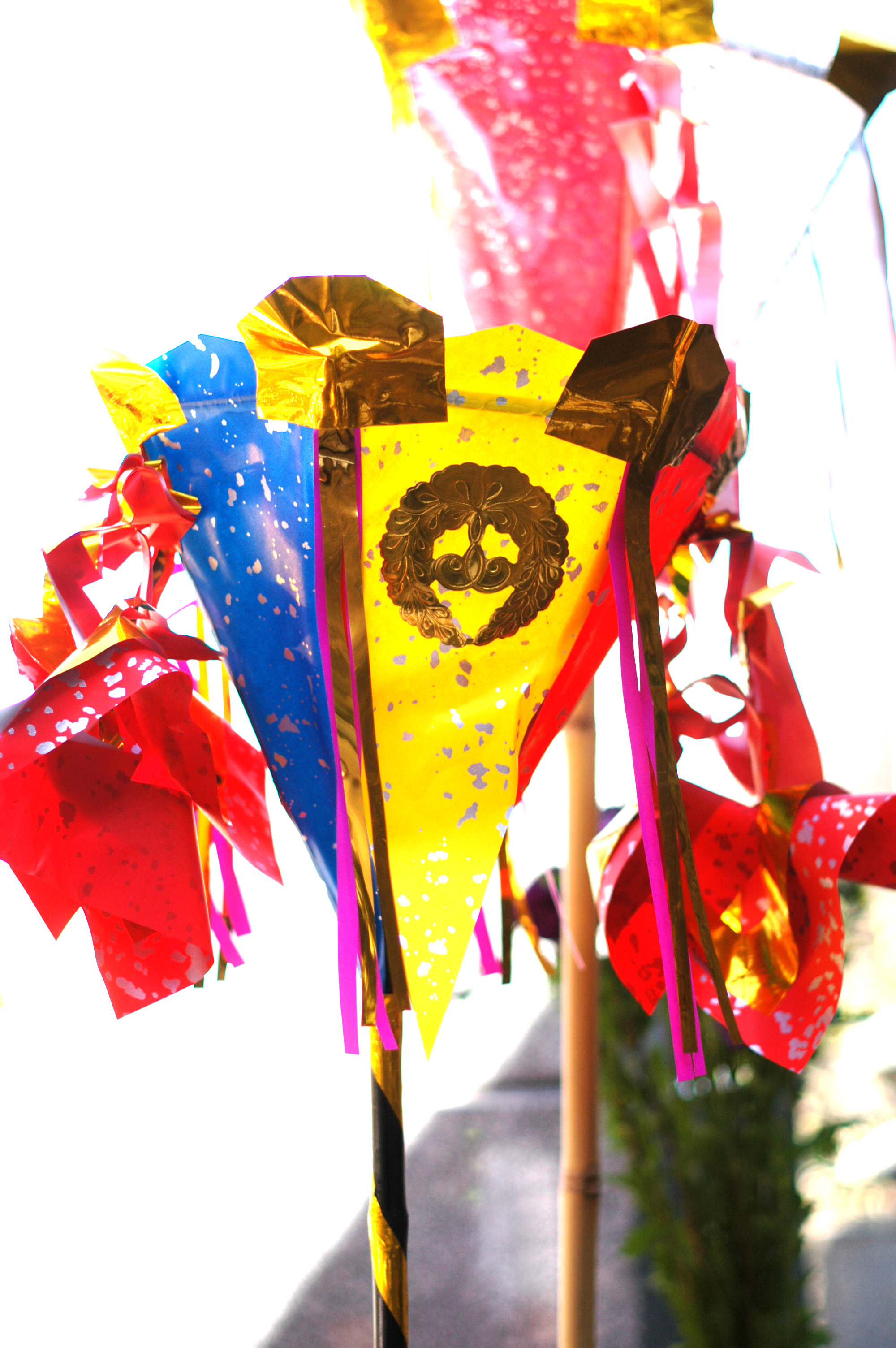
盆灯籠（呉市）

- 広島県
  - 盆灯篭（安芸地方）
  - 福山夏まつり(福山市)
- 鳥取県
  - 傘踊り（鳥取県東部）
- 山口県
  - 柳井金魚ちょうちん祭り（柳井市）

#### 四国
- 徳島県
  - 阿波踊り（徳島市）

#### 九州・沖縄
- 長崎県
  - チャンココ踊り（五島市）
  - 精霊流し（県内各地、佐賀県、熊本県の一部でも行われる）
  - お墓で夕方から花火（佐賀県や福岡県でも行われる）
- 沖縄県（いずれも旧暦で行う）
  - エイサー（県内各地）
  - アンガマ（石垣市）

## お盆休み
お盆休みは江戸時代には既に定着していた連休で、明治以降も1872年（明治5年）までは旧暦7月14日から7月16日まで3連休となっていた。
ところが、1873年（明治6年）1月7日太政官布告第2号「休暇日ヲ定ム」によって、1月1日から1月3日まで（正月三が日）、6月28日から6月30日まで（夏越の大祓）、12月29日から12月31日まで（年越の大祓）が連休とされ、お盆が除外された。同年以降、旧暦・新暦・月遅れのいずれの場合においても、お盆が法定の休日となったことはない。
なお、「休暇日ヲ定ム」の3つの3連休のうち、夏越の大祓の3連休は同年6月23日太政官布告第221号「第二號布吿中六月二十八日ヨリ三十日迄ノ休暇取消」によって取り消されたため、残った年越の大祓・正月三が日の連続する2つの3連休、いわゆる年末年始の6連休が以降定着することになる。この法令は1947年（昭和22年）を限りに失効しているが、その後も慣例となり、1988年（昭和63年）12月13日法律第91号「行政機関の休日に関する法律」によって、行政機関限定ではあるものの12月29日から1月3日まで6連休となっている。年末年始の連休が充実している反面、行政機関（官公庁）にお盆休みがないのはこのような経緯による。
一方、民間では新暦8月15日前後は平日であっても休業する企業や、休暇を取得する個人が目立つ。夏季休暇（特別休暇）を設定している民間企業も少なくない。多くの民間企業がお盆休みであるこの期間の平日は、行政機関である公共職業安定所（ハローワーク）は通常業務を行っているが、企業がお盆休み中でアポを取れないため、職業紹介の手続きができないこともある。
祖先の霊を祭る宗教行事だけではなく、学校の夏休みにも重なるため、国民的な休暇や帰省・旅行シーズンとしての「お盆」という側面がある。特に、仏教的生活習慣を意識していないキリスト教徒らにとっては、お盆（旧盆）は単なる夏休みになっている。2016年以降は8月11日が国民の祝日である山の日となったことから、お盆休みの始まりも8月11日とするのが一般的となった。また、お盆休みに関しては全国共通で8月15日前後に設定されているので、新暦7月15日でも月曜日以外の平日は休みにはならないため、前述の新暦7月お盆の地域では、新暦7月15日が火曜日から金曜日の年はお盆のお参りを前後の土曜日・日曜日に行う家庭も多い。
帰省して来た孫や甥姪らに対して、お年玉のような「お盆玉」を渡す高齢者も近年は見られる。
この時期は、ゴールデンウイーク・年末年始と並んで、高速道路や公共交通機関（鉄道や高速バス、航空機）が大変混雑するため、帰省ラッシュと呼ばれる。接客、サービス業と公共交通機関を除外した仕事に関しては一斉に休みへ入る。
帰省・Uターンラッシュを担う交通機関や、買い物・行楽客が訪れる物販・飲食店やホテル・旅館にとってはゴールデンウィーク、年末年始と並んで最も稼ぎ時である。その一方で台風シーズンに当たり交通機関がマヒすることも多い。
- JRの特急回数券などの特別企画乗車券が利用不可能になる時期（多客期）は、4月27日 - 5月6日、8月11日 - 20日、12月28日 - 1月6日が設定されている。（ただし、訪日外国人旅行向けのジャパンレールパスと一部の特別企画乗車券は利用可能。）
- お盆期間中の平日は、2020年からの九州旅客鉄道（JR九州）の在来線を除く[34][35]JRや関東地方の大手私鉄・地下鉄などの公共交通機関では平日ダイヤで運行される。ただし、一部の私鉄・地下鉄・路線バスなどでは休日または土曜、あるいは旧盆（休校）期間専用のダイヤで運行される路線があり、平日ダイヤで運行される路線でも、朝の時間帯は通常の平日より列車編成を短くして運転する路線もある。土曜・休日ダイヤで運行される路線では、ラッシュ時に臨時列車を増発する場合がある[36]。なお同一事業者でも、路線系統により適用するダイヤが異なる場合もある[注釈 5]。
- お盆期間中の平日における、通常は土休日のみ使用できる回数乗車券や一日乗車券の利用可否は、事業者により異なる。

この他に、北日本など積雪寒冷地で土木・大工・型枠・造園等の工事を請け負う業界では、冬は積雪・寒さで屋外作業ができないことが多いため（季節労働も参照）、晩秋までに工事を間に合わせなければならない。こうした事情から、お盆休みが1 - 2日だけの業者が多い。お盆前後の時期は盛夏期であると同時に、西日本や南日本を中心に風水害などの災害にも見舞われやすい時期でもあることから、災害復旧などでお盆休みを返上する場合もある。
2020年と2021年は、新型コロナウイルス感染症が蔓延していることを受け、帰省や旅行の自粛を呼び掛ける異例のお盆となった。本来は繁忙期でありながら、コロナによる外出自粛で臨時休業を行った店舗も多い。この対応はゴールデンウイークや年末年始にも行われた。

## 日本を除く東アジアのお盆

### 韓国
韓国では百中という「8月24日」から「8月26日」までの伝統行事のお盆がある。これは朝鮮民族における習俗において陰暦の7月15日に祖先祭祀や墓参を始めとする行事が行われる祭日である。
詳細は「百中」を参照。秋夕とは別々である。

### 中華圏
中国と台湾では、「盂蘭節」という旧暦7月15日に伝統行事のお盆がある。

### インド
Pitri Paksha（サンスクリット語：पितृपक्ष）、Pitru Pakshaとも表記されるPitr Paksha（文字通り「祖先の慰霊祭」）は、ヒンドゥー教徒が祖先（パイター）に敬意を払い、特に食事を通じてヒンドゥー暦で16日の月日である。 オファリング。 この期間は、ピトルパクシャ、ピトリポッコ、ソラシュラッダ（「16シュラッダ」）、カナガット、ジティヤ、マハラヤパクシャ、アパラパクシャとしても知られている。

## お盆に関連した作品

### 日本文学
- 『異人たちとの夏』（山田太一）

### 歌
- 『精霊流し』（さだまさし）
- 『ボン・デ・フェスタ』（でんぱ組.inc）

## 8月15日の他の行事

### 世界
- カトリック諸国 - 聖母の被昇天

### 各国・地域
- 日本 - 終戦の日